# Scheloribates semidesertus
Scheloribates semidesertus är en kvalsterart som beskrevs av Bulanova-Zachvatkina och Mahmudova 1991. Scheloribates semidesertus ingår i släktet Scheloribates och familjen Scheloribatidae. Inga underarter finns listade i Catalogue of Life.